# Totaleinsatz (soubor fotografií)
„Totaleinsatz“ („Totální nasazení“) je název nejslavnějšího fotografického souboru českého fotografa Zdeňka Tmeje z let 1942 – 1944. Fotografie byly pořízeny během autorova totálního nasazení ve Vratislavi a zachycují každodennost nuceně nasazených. Tyto snímky jsou cenným a pravděpodobně jediným obrazovým svědectvím o nacistické nucené práci zaznamenaným z perspektivy oběti.

## Autor
Zdeněk Tmej (1920 – 2004) se fotografování věnoval od útlého mládí. Před válkou působil jako asistent významného reportážního fotografa Karla Hájka a publikoval v nejrůznějších časopisech fotografie z koncertů a tanečních vystoupení. V roce 1942 byl Tmej povolán na nucené práce do dnešní polské Vratislavi (do roku 1945 na německém území jako „Breslau“). Zde pracoval jako vykladač vlakové pošty, což mu umožňovalo nechat si zasílat veškeré fotografické náčiní. V roce 1944 Tmej z nuceného nasazení utekl zpět do Prahy. Těsně po skončení druhé světové války se s přáteli vydal fotografovat válkou zničené Německo, navštívil i osvobozené koncentrační tábory. Nafocený materiál z této cesty mu však byl odcizen. Po válce spolupracoval s fotografy Karlem Ludwigem a Václavem Chocholou, s nimiž vytvořil významné umělecké i přátelské trio. V roce 1958 byl zatčen a odsouzen k sedmi letům vězení v uranových dolech, v roce 1965 byl propuštěn. V 70. letech působil jako reklamní fotograf.

## Vznik fotografií
Fotografování tzv. totálního nasazení si Zdeněk Tmej naplánoval již v Praze. Do Vratislavi proto odjel vybaven hned dvěma fotoaparáty. Temnou komoru si vytvářel z umývárny ubytovny a peníze na filmy a fotografický papír získával výměnným obchodem se svými kamarády. V potemnělých místnostech využil svých zkušenosti divadelního fotografa a specialisty na extrémní světelné podmínky.
Vlastnictví fotoaparátu a možnosti fotografovat se mezi nuceně nasazenými výrazně lišily. Zatímco nuceně nasazeným z Polska a Sovětského svazu nebylo umožněno fotoaparát používat, ani vlastnit, čeští a západoevropští dělníci směli v německých obchodech legálně kupovat filmy a nechávat si je zde také vyvolávat. Potíže Tmejovi nezpůsobila dokonce ani symbolická fotografie zachycující Hitlerův portrét a nápis „Schluss“ („konec“). Narážka gestapu prý při prohlížení snímku vůbec nedošla.

## Motivy fotografií
Až na několik výjimek neobsahuje Tmejův soubor Totaleinsatz žádné fotografie, které by zachycovaly pracovní situace nuceně nasazených, a tedy jejich hlavní denní činnost. Polovina všech snímků je vyfocena v tanečním sále bývalé restaurace Bergkeller, v němž byli pracovníci hromadně ubytováni. Kromě dokumentace existenčních podmínek (strava, hygiena) fotografie zaznamenávají nuceně nasazené při trávení volného času. Na Tmejových snímcích ho vyplňují spánkem, hraním karet, četbou, balením a kouřením cigaret či dováděním s prostitutkami ze zvláštního nevěstince pro nuceně nasazené. Jako přímému svědkovi se Tmejovi podařilo vizuálně zaznamenat fyzické vyčerpání z namáhavé práce i duševní prázdnotu života v totálním nasazení. Několik málo fotografií, které byly pořízeny ve městě, zachycují namísto vratislavských pamětihodností místa, která byla pro totálně nasazené důležitá (dopisní schránka, vchod do protileteckého krytu, tramvaj).

## Publikace
Již na konci roku 1945 vydal Tmej  pod názvem Abeceda duševního prázdna výběr čtyřiceti pěti fotografií z vratislavského nuceného nasazení. Tato kniha, která v současnosti patří mezi rarity antikvariátů, tehdy nezaznamenala příliš velký ohlas. První výstava Tmejových snímků z totálního nasazení byla uspořádána až v roce 1967 v pražské Galerii Václava Špály. Kompletní soubor Tmejových fotografií byl poprvé publikován v roce 2001 v nakladatelství Torst.

## Fotografie v časopisech
V letech 1940–1944 zveřejňoval fotografie Zdeňka Tmeje týdeník Pestrý týden, ve své době nejkvalitnější český obrázkový časopis. Fotografie jsou online dostupné na serveru Moravské zemské knihovny.